# Louis L. Jacobs
Louis Leo Jacobs (né le 27 août 1948) est un paléontologue américain qui a découvert le Malawisaurus lors d'une expédition au Malawi.

## Biographie
Une grande partie de ses recherches porte sur les interrelations des événements biotiques et abiotiques à travers le temps. Ces dernières années, il s'est concentré sur la partie médiane du Crétacé et du Cénozoïque, en particulier en ce qui concerne les écosystèmes terrestres. 
Il a été président de la Société de paléontologie des vertébrés y et est actuellement professeur de sciences géologiques au Dedman College (en) et président de l'Institute for the Study of Earth and Man (ISEM) de l'Université méthodiste du Sud (SMU).  Il a été directeur du Musée d'histoire naturelle de Dallas (en), au Texas.
Louis Jacobs est un paléontologue des vertébrés qui utilise les archives fossiles pour répondre à des questions importantes sur la Terre et l'histoire de la vie. Son travail de terrain se concentre actuellement sur l'Angola, l'Antarctique, l'Alaska et la Mongolie .
Le dinosaure théropode oviraptorosaurien Corythoraptor jacobsi a été nommé en son honneur par les étudiants qu'il a encadrés à la SMU. 
Il a obtenu son doctorat. de l'Université de l'Arizona. Pendant qu'il accomplissait cela, Jacobs travaillait également avec l'anthropologue kenyan Richard Leakey. Par la suite, il a commencé à travailler pour la SMU en 1983.